# The Monkey Puzzle (UFO)
The Monkey Puzzle è un album studio del gruppo musicale britannico UFO, pubblicato nel 2006 dalla SPV GmbH.

## Tracce
1. Hard Being Me (3:35) (Way/Moore/Mogg)
2. Heavenly Body (3:52) (Moore/Mogg)
3. Some Other Guy (4:38) (Moore/Mogg)
4. Who's Fooling Who? (3:57) (Way/Moore/Mogg)
5. Black and Blue (5:29) (Raymond/Mogg)
6. Drink Too Much (4:40) (Moore/Mogg)
7. World Cruise (3:29) (Moore/Mogg)
8. Down by the River (3:18) (Moore/Mogg)
9. Good Bye You (4:40) (Moore/Mogg)
10. Rolling Man (4:24) (Moore/Mogg)
11. Kingston Town (4:08) (Raymond/Mogg)

## Formazione
- Phil Mogg - voce
- Vinnie Moore - chitarre
- Paul Raymond - tastiere e chitarra ritmica
- Pete Way - basso
- Andy Parker - batteria

### Membri eccezionali
- Martina Frank - cori in Down by the River
- Tristan Greatrex - grafica
- Kai Swillus - fotografia